# Ti sposo ma non troppo
Ti sposo ma non troppo è un film italiano del 2014 scritto, diretto e interpretato da Gabriele Pignotta.

## Trama
Luca è un fisioterapista precario. Quando lo psicologo Cosimo parte per Cuba, affida a Luca il suo studio e lui riceve le visite dei pazienti di Cosimo che allontana, a parte la bella Andrea, che è stata abbandonata all'altare dal promesso sposo. Nel frattempo anche Carlotta e Andrea (lui) entrano in crisi alla vigilia del matrimonio.

## Distribuzione
Il film è uscito nelle sale il 17 aprile 2014.